# بني يحيى (ملحان)

تعديل مصدري - تعديل

بني يحيى هي إحدى قرى عزلة العصافرة بمديرية ملحان التابعة لمحافظة المحويت، بلغ تعداد سكانها 329 نسمة حسب تعداد اليمن لعام 2004.